# 有明體操競技場

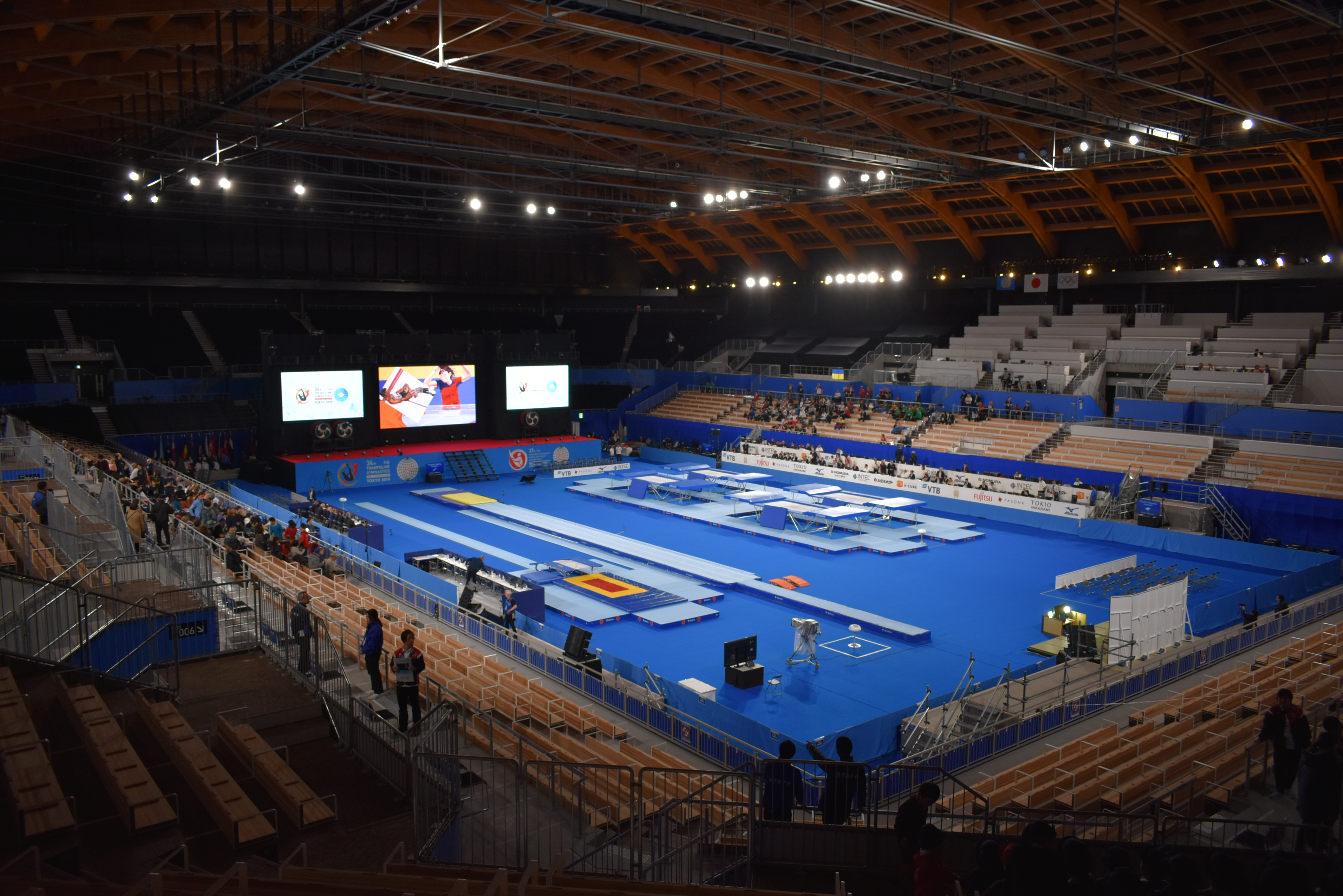
室內情況

有明體操競技場（日語：有明体操競技場）是位於日本東京都江東區有明的室內體育場館。此處將舉辦2020年夏季奧林匹克運動會體操以及2020年夏季帕拉林匹克運動會硬地滾球比賽，賽事結束後轉型為展示場。該場館採用長117公尺、寬88公尺的超大型木製屋頂，並使用來自日本北海道、長野縣的日本落葉松作為材料。
2019年10月25日完工，並於10月29日新聞發布。建築物共有三層，建築面積21,261平方米，總建築面積39,919平方米。

## 外部連結
- 有明体操競技場 東京2020オリンピック・パラリンピック競技大会 （页面存档备份，存于） （日語）
- 有明体操競技場 東京都オリンピック・パラリンピック準備局 （日語）